# Pseudophanes melanoptera
Pseudophanes melanoptera är en fjärilsart som beskrevs av Turner 1940. Pseudophanes melanoptera ingår i släktet Pseudophanes och familjen björnspinnare. Inga underarter finns listade.